# 沙坡头站
沙坡头站，位于中华人民共和国宁夏回族自治区中卫市沙坡头区，是包兰铁路上的火车站，建于1958年，由兰州铁路局管辖。

## 車站周邊
- 黄河
- 中卫市沙坡头旅游景区
- 月宫庄园度假酒店
- 沙坡头假日酒店

## 歷史
- 建于1958年。

## 外部連結
- 中国铁路客户服务中心 （页面存档备份，存于）